# (4567) Becvar
(4567) Becvar ist ein Asteroid des Hauptgürtels, der am 17. September 1982 von der tschechischen Astronomin Marie Mahrová am Kleť-Observatorium, nahe der im Süden Tschechiens gelegenen Stadt Český Krumlov, entdeckt wurde.
Der Asteroid wurde nach dem tschechischen Astronomen Antonín Bečvář, dem Gründer und ersten Direktor der Skalnaté Pleso Sternwarte, benannt. In der Würdigung werden neben seinen beobachtenden Tätigkeiten auch die von ihm erstellten Sternatlanten herausgestellt.